# Cratere Tyndall (Luna)
Tyndall è un cratere lunare di 20,94 km situato nella parte sud-occidentale della faccia nascosta della Luna.
Il cratere è dedicato al fisico britannico John Tyndall.